# 中国人民解放军信息支援部队工程大学
中国人民解放军信息支援部队工程大学是一所军事院校，隶属中国人民解放军信息支援部队，主校区位于武汉市，在重庆市有士官学校，是该部队第一所高等院校。

## 沿革

### 中国人民解放军国防科技大学信息通信学院
中国人民解放军国防信息学院及其前身单位
- 前身可追溯至1931年2月在江西宁都建立的红一方面军第一期无线电训练班[1]。培训班先后变更为中央军委无线电学校、中国工农红军通信学校、中央军委通信学校、中央军委电讯工程专门学校，1945年在河北省武安县组建晋冀鲁豫军区通信学校，即国防信息学院与今西安电子科技大学、国防科技大学外国语学院与信息工程大学的共同前身。1948年5月中共中央决定，将晋冀鲁豫军区通信学校、晋冀鲁豫军区无线电机务训练队、晋察冀军区电讯工程专科学校、中央军委气象队、中央军委三局电讯队合并为“华北军区电讯工程专科学校”（简称“华北电专”），同年，刘伯承、邓小平在华北电专部分教员学员的基础上，主持建立中国人民解放军中原军区电信专科学校，位于郑州。
- 1950年，改编为中国人民解放军西南军区通信学校。
- 1951年，更名中国人民解放军第二通信学校。
- 1952年，东北军区通信干部训练班并入，合并组建中国人民解放军张家口高级通信学校。
- 1957年，张家口高级通信学校与沈阳通信学校合并，组建中国人民解放军高级通信兵学校。
- 1961年，高级通信兵学校与军事电信工程学院(指挥系)合并，组建中国人民解放军沈阳通信兵学院
- 1969年，撤销解放军沈阳通信兵学院。解放军沈阳通信兵学院（部分）分出，参与组建通信兵工程技术学校，后为解放军重庆通信学院。
- 1975年6月，复建并迁至湖北省武汉市，定名中国人民解放军通信军政干部学校[1]。
- 1978年，升格中国人民解放军通信学院。
- 1986年，更名中国人民解放军通信指挥学院[1]。
- 2011年6月，根据中央军委命令，更名为中国人民解放军国防信息学院[1]。
- 2016年，在深化国防和军队改革中，由中国人民解放军总参谋部转隶中央军事委员会训练管理部。[2]

中国人民解放军西安通信学院
- 1978年，解放军通信技术学校（有线通信专业）升格为中国人民解放军有线电通信技术学校。
- 1986年，升格中国人民解放军西安通信学院。

- 1992年，空军电讯工程学院并入。
- 1993年，西安通信学院（原空军电讯工程学院部分）分出，改建空军电讯工程学院，后参与组建中国人民解放军空军工程大学。
- 2016年，在深化国防和军队改革中，其原来的上级单位中国人民解放军总参谋部撤销，该院改隶中央军事委员会训练管理部。[3]

中国人民解放军国防科技大学信息通信学院
- 2017年，在深化国防和军队改革中，中国人民解放军国防科技大学、中国人民解放军国际关系学院、中国人民解放军国防信息学院、中国人民解放军西安通信学院、中国人民解放军电子工程学院、中国人民解放军理工大学气象海洋学院为基础重建中国人民解放军国防科技大学。校本部设在长沙，内设学院位于长沙、南京、武汉、合肥等地[4]。其中，以原国防科学技术大学为基础，合并国防信息学院、西安通信学院等多所军事院校及科研单位，重组为新的国防科技大学，信息通信学院成为其直属的13个二级学院之一‌。[5]

### 中国人民解放军陆军工程大学通信士官学校
中国人民解放军通信兵工程学院
- 1955年，建立中国人民解放军重庆通信兵技术学校。
- 1961年，中国人民解放军西安军事电信工程学院（雷达导航系）、中国人民解放军重庆通信兵技术学校合并组建中国人民解放军雷达工程学院

1963年，中国人民解放军雷达工程学院更名中国人民解放军通信兵工程学院。
中国人民解放军汉口通信技术学校
- 1949年10月，建立中国人民解放军中南军区通信学校。校址在汉口解放公园路。
- 1951年9月，更名中国人民解放军第四通信学校，校长张瑞，政委张可增，下辖训练、政治、校务3处及5个学员队
- 1953年7月，更名中国人民解放军通信机务学校。
- 1955年7月，更名中国人民解放军汉口通信技术学校，校长赵伟，政委刘强。1960年12月学校整编，下辖训练部、政治部、校务部及4个学员大队。1969年11月奉命撤销，撤销前校长为刘振武，政委叶育生。50年代该校主要培养机务员、报务员,60年代主要培养有线电技师。
- 1974年10月，在原址恢复中国人民解放军通信兵技术学校。
- 1975年7月，迁往西安王曲，名为中国人民解放军西安通信学院。

中国人民解放军宣化通信学校
中国人民解放军沈阳通信兵学院
中国人民解放军重庆通信学院
- 1969年，中国人民解放军通信兵工程学院、中国人民解放军汉口通信技术学校、中国人民解放军宣化通信学校、中国人民解放军沈阳通信兵学院等6所院校合并，成立中国人民解放军通信兵工程技术学校。
- 1975年，更名中国人民解放军通信技术学校。
- 1973年，通信兵工程技术学校（部分）分出，成立中国人民解放军通信工程学院，后参与组建中国人民解放军理工大学。
- 1978年，中国人民解放军通信技术学校更名中国人民解放军无线电通信技术学校。
  - 1978年，中国人民解放军通信技术学校（有线通信专业）分出，成立中国人民解放军有线电通信技术学校，后发展为中国人民解放军西安通信学院。
- 1986年，中国人民解放军无线电通信技术学校升格建立中国人民解放军重庆通信学院。
- 1998年，获硕士学位授予权[6]。
- 2015年12月，在深化国防和军队改革中，由中国人民解放军总参谋部转隶中国人民解放军陆军[6]。

中国人民解放军陆军工程大学通信士官学校
- 2017年，以原中国人民解放军理工大学、中国人民解放军军械工程学院主体为基础，组建中国人民解放军陆军工程大学，重庆通信学院改建为中国人民解放军陆军工程大学通信士官学校[7]。2017年8月3日，中国人民解放军陆军工程大学通信士官学校揭牌仪式举行[8]。

### 中国人民解放军信息支援部队工程大学
2025年5月15日，中华人民共和国国防部例行记者会发布消息：为了贯彻落实中共二十届三中全会精神，适应军兵种结构布局调整和军事人才培养需要，中央军委决定，以中国人民解放军国防科技大学信息通信学院、中国人民解放军陆军工程大学通信士官学校为基础组建信息支援部队工程大学，校本部位于湖北省武汉市，面向社会招收普通高中毕业生，招生专业、招生数量等信息待公布。
2025年6月28日上午，信息支援部队工程大学成立大会在武汉举行。中共湖北省委书记、湖北省人大常委会主任王忠林出席。

## 校址
学院主校区位于湖北省武汉市，同时在陕西省西安市设有试验训练基地，在重庆市沙坪坝区林园甲1号设立士官学校。